# دين وأساطير وايناخ
دين وأساطير وايناخ (بالإنجليزية: Vainakh religion)‏، أسلم أهل وايناخ في شمال القوقاز (الشيشان والإنغوش) في وقت متأخر نسبيًا، خلال الحقبة الحديثة المبكرة. وقد اقترح أمجد جيموخا (2005) إعادة بناء بعض عناصر دينهم وأساطيرهم قبل الإسلام، بما في ذلك آثار تبجيل الأموات والطوائف الجنائزية. كانت شعوب ناخ، مثل العديد من الشعوب الأخرى في شمال القوقاز مثل الشركس والأوسيتيين بشكل خاص، يمارسون عبادة الأشجار، ويعتقدون أن الأشجار هي أماكن إقامة للأرواح. طورت شعوب وايناخ العديد من الطقوس لخدمة أنواع معينة من الأشجار. تحتل شجرة الكمثرى مكانة خاصة في إيمان وايناخ.

## الأساطير المقارنة
اقترح ك.سيخوراليدزه أن شعب منطقة القوقاز يتشارك ثقافة واحدة إقليمية في العصور القديمة. تكشف الدراسة الدقيقة لأساطير ناخ وكارتفليان العديد من أوجه التشابه.
جيموخا (2005) يضيف المقارنة مع الشركس، ولكن أيضًا بشكل عام مع أساطير العصر الحديدي للثقافات الهندية الأوروبية الغربية، مع التركيز بشكل خاص على أوجه التشابه مع الوثنية الكلتية. مثل عبادة بعض الأشجار بما في ذلك، على وجه الخصوص، شجرة الصنوبر في الانقلاب الشتوي، يفترض أنها مرتبطة بشجرة عيد الميلاد الحديثة، مهرجانات التقويم المعاد بناؤها مثل عيد الهالوين وبلتان، تقديس النار، وبعض الأساطير المتعلقة بالأشباح.

## البانثيون
جيموخا (2005) في الصفحة 252 يعطي قائمة بـ«آلهة وايناخ» والتي أعيد جمعها وتجديدها.
- دال (Dal) - الرب الأعلى.[5]
- هيلا (Hela) - إله الظلام.
- سييلا أو سيلا (Seela or Sela) - إله النجوم والرعد والبرق.[5][6]

## أبطال وكائنات خارقة
- خارمات (Pẋarmat) - الإله ديمي في أساطير نارت الشركسية الذي سرق النار من الإله القاسي سيلا.[7][8] وهو ما يعادل بروميثيوس اليوناني، والجورجي أميراني.[9][10] كما أنه يعادل الباتاراس الشركسي.[11]
- بخاجالبري (Pkhagalberi) - هي قبيلة من عرق الأقزام الأسطوري، وقد كانوا محصنين ضد أي نوع من الأسلحة التي يمتلكها النارت.[9]